# Hypsibema crassicauda
 Hypsibema crassicauda  es la única especie conocida del género dudoso Hypsibema (gr. "paso alto") de dinosaurio ornitópodo hadrosáurido que vivió a finales del período Cretácico, hace aproximadamente 80 millones de años en el Campaniense, en lo que es hoy Norteamérica. Encontrados en Misuri y Carolina del Norte en los Estados Unidos. La especie tipo, Hypsibema crassicauda, fue descrita por Edward Drinker Cope en 1869 es considerada dudosas. 
Fue descrita por Edward Drinker Cope, y fue encontrada en el condado de Sampson, Carolina del Norte en 1869. El nombre genérico se deriva del griego υψι, hypsi , "alto" y βεμα bema, "pas ", ya que Cope creía que la especie caminaba particularmente erguida en sus dedos. El nombre específico significa "con una cola gruesa" en latín. La serie del sintipo, USNM 7189, originalmente consistía en una vértebra caudal, un metatarsiano y dos fragmentos femorales que originalmente fueron identificados como fragmentos humeral y tibial, todos encontrados en 1869 por el profesor de geología del estado de Carolina del Norte Washington Carruthers Kerren el grupo Black Creek Group en Carolina del Norte. Una segunda vértebra referida a la especie, USNM 6136, fue descubierta más tarde por Edward Wilber Berry y remitida a H. crassicauda en 1942. En su revisión de 1979 de los restos de dinosaurios del Black Creek, Baird y Horner en 1979 señalaron que los fragmentos femorales provienen de un tiranosauroide similar al Dryptosaurus e hicieron que la vértebra caudal se incluyera en la serie sintética de H. crassicauda el lectotipo, al tiempo que afirmaba que el metatarsiano no podía pertenecer al mismo individuo que las caudales.
Parrosaurus fue considerada una especie de Hypsibema, H. missouriensis , Donald Baird y Jack Horner en 1979, y desde 2004 el dinosaurio oficial del estado de Misuri . Fue considerado dudoso en ambas ediciones de Dinosauria, aunque Chase Brownstein considera a Parrosaurus válido y distinto de Hypsibema basado en nuevos descubrimientos en el sitio de holotipo.